# Raymond Bousquet
Pour les articles homonymes, voir Bousquet.
Raymond Bousquet, né le 29 novembre 1899 à Paris et décédé le 28 octobre 1982 à Parnac (Indre), est un diplomate et homme politique français.

## Biographie

### Carrière de diplomate
Raymond Bousquet est admis sur concours au corps diplomatique en 1925 après avoir obtenu une licencie en lettres et un diplôme d'études supérieures en histoire et géographie. Il est d'abord consul suppléant en poste à Shanghaï (1926-1927) puis secrétaire (troisième puis deuxième) à Washington jusqu'en 1933. Il sert ensuite à l'administration centrale (dans le service des relations commerciales) de 1933 à 1942 et devient directeur du personnel et de l'administration générale de 1946 à 1950. Il est ambassadeur de France en Belgique de 1956 à 1962, puis au Canada de 1962 à 1965. 
Durant sa carrière de diplomate, il est chevalier de la légion d'honneur le 29 juillet 1937, officier de la Légion d'honneur le 26 août 1947, commandeur de la Légion d'honneur le 20 août 1951 et enfin, grand officier de la Légion d'honneur le 30 décembre 1964.

### Carrière politique
Après avoir pris sa retraite de diplomate, il s'engage en politique pour soutenir l'action du général de Gaulle. Opposé à Jacques Féron et Janine Alexandre-Debray lors des élections législatives, il remporte la sixième circonscription de Paris dans le 8e arrondissement avec 54,7 % le 12 mars 1967. Suppléant de Maurice Couve de Murville lors des élections suivantes de 1968, il reprend le siège, ce dernier ayant été nommé Premier ministre le 10 juillet 1968. Il ne démissionne pas en 1969 après le départ de Couve de Murville du gouvernement, mais quitte la vie politique en 1973, Couve de Murville retrouvant son siège à l'Assemblée nationale. En 1974, il publie un ouvrage (Force et stratégie nucléaire du monde moderne) où il fait un constat de la situation des négociations sur les armes nucléaires notamment en pleine négociation des SALT tout en soutenant l'armement nucléaire français.
Il meurt dans un accident de voiture en 1982, au cours duquel son épouse et sa sœur sont également tuées.